# Heinrich Schenker
Heinrich Schenker (Vyshnivchyk, 19 de junho de 1868 – Viena, 13 de janeiro de 1935) foi um músico e estudioso de teoria musical, melhor conhecido por ter criado a teoria de análise musical conhecida como análise schenkeriana.
Schenker nasceu na Galícia, então no império Austro-Húngaro (hoje parte da Ucrânia) em uma família judia. Seu talento musical foi reconhecido ainda cedo e aos 13 foi estudar com Carl Mikuli em Lemberg (hoje Lviv). Após se mudar para Viena ele estudou com Bruckner e se tornou conhecido como pianista de música de câmara e acompanhador para cantores de Lied.
Foi professor particular de piano e teoria musical, e entre seus alunos estiveram Anthony van Hoboken, Felix Salzer e Hans Wolf.

## Publicações
As ideias de Schenker em análise foram primeiro exploradas em seu livro Harmonia (Harmonielehre, 1906) e Contraponto (Kontrapunkt, 2 vols, 1910 e 1922). Mais adiante elas foram desenvolvidas nos dois jornais publicados por ele, Der Tonwille (1921-24) e Das Meistenwerk in der Musik (1925-30).